# Rába
Rába Járműipari Holding Nyrt., международное название RÁBA Automotive Group (с венг. — «ОАО «Автомобильный Холдинг „Раба“»»), также известное как просто Rába — венгерское предприятие автомобильной промышленности, имеющее свои акции на Будапештской фондовой бирже. Занимается разработкой, производством и продажей автомобильных запчастей, специальных автомобилей и осей для коммерческих автомобилей (преимущественно грузовых), сельскохозяйственных и землеройных машин. С 1902 года занимается сборкой автомобилей. Состоит из трёх стратегических отделов. Штаб-квартира — Дьёр, насчитывает около 2 тысяч работников.

## История

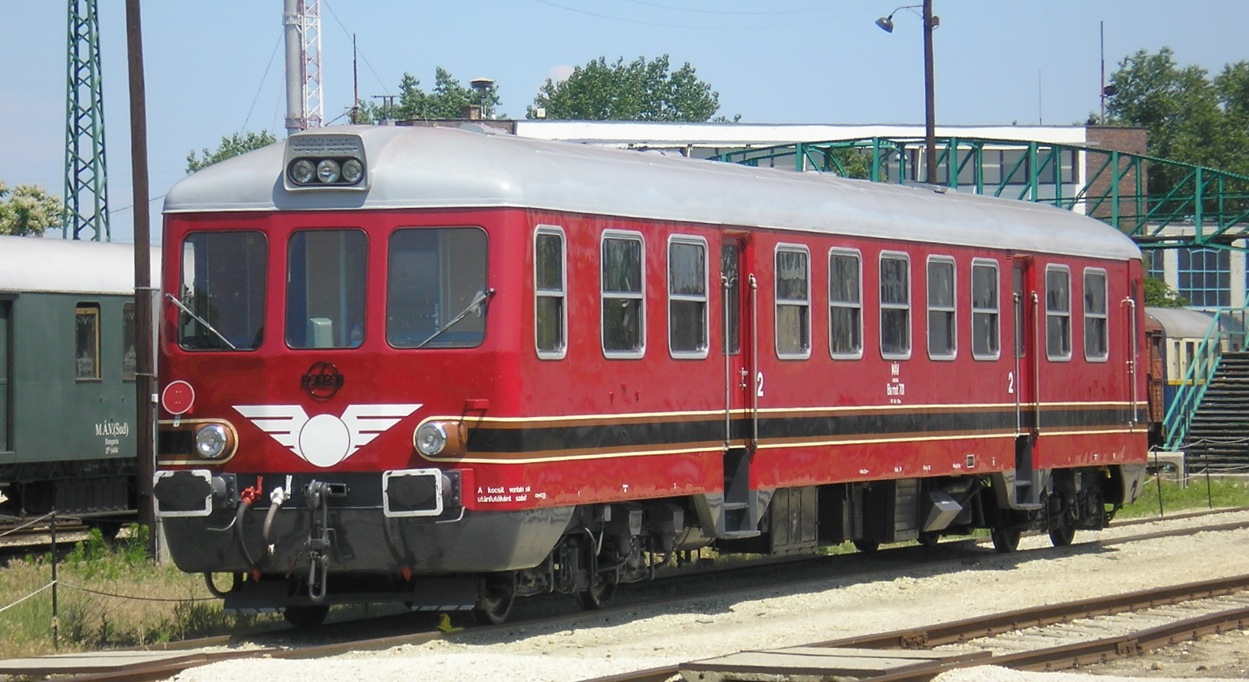
Автомотриса Bamot 701 производства Rába-Balaton

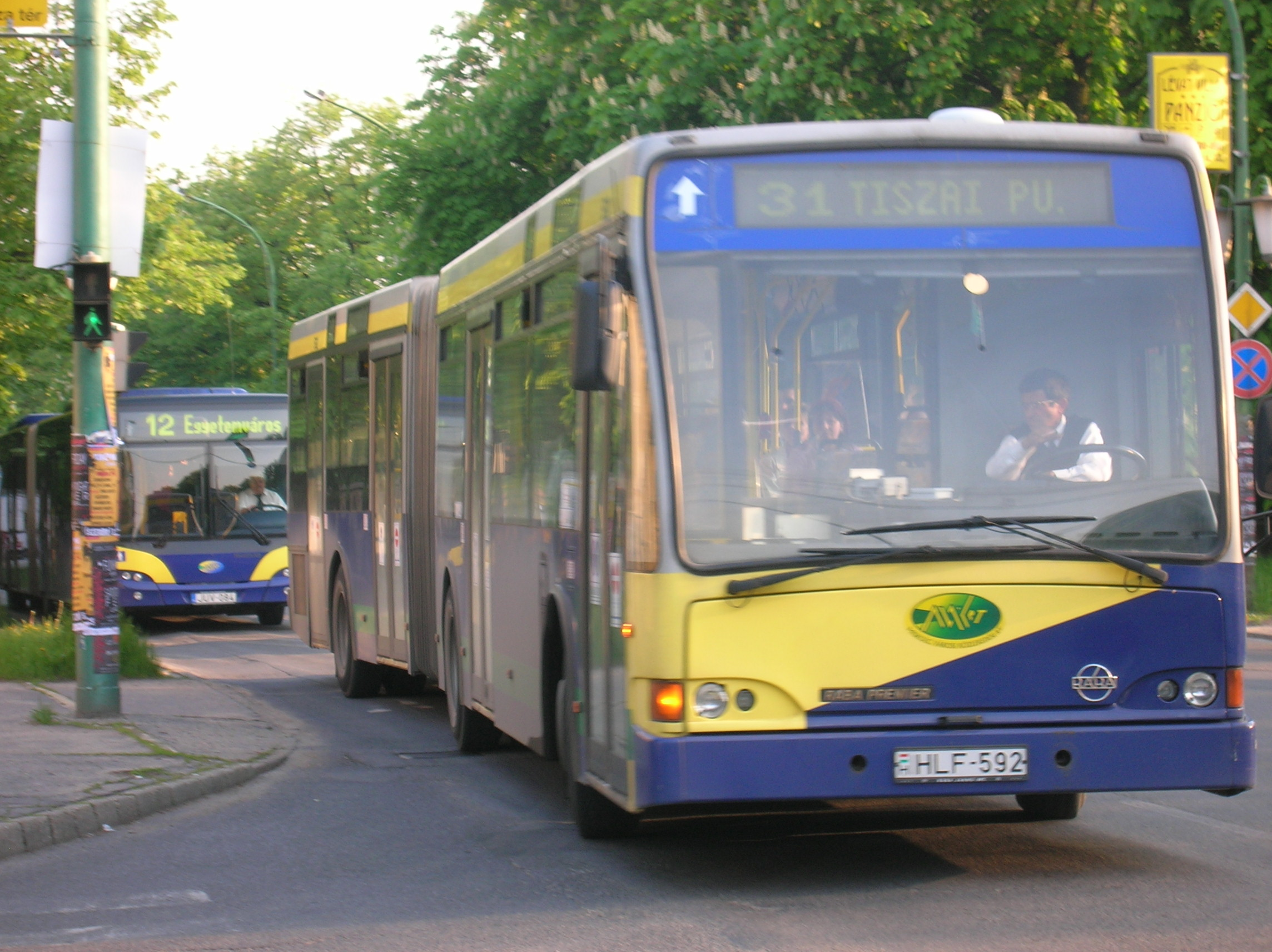
Автобус Raba Premier

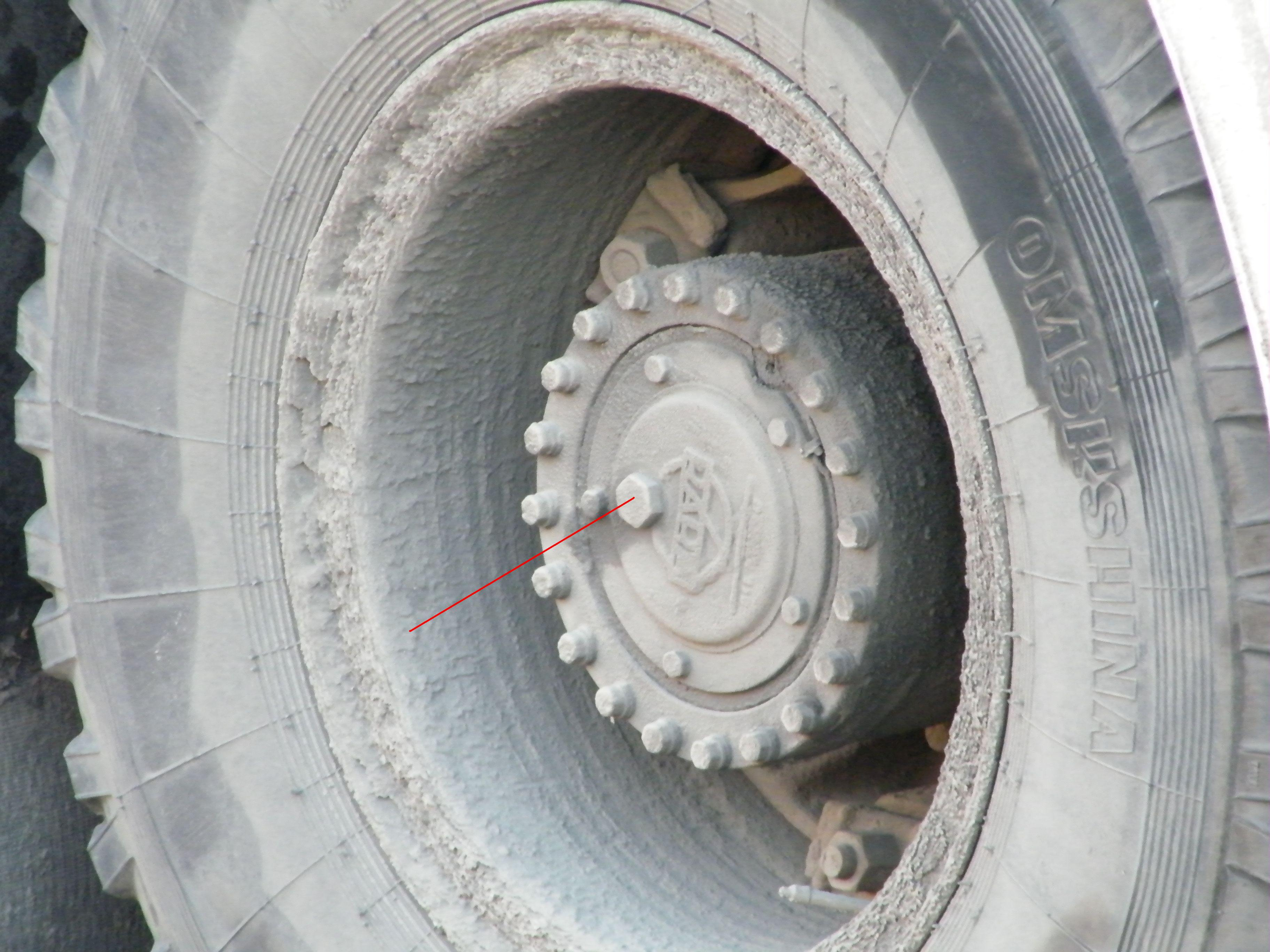
Задний мост Rába с бортовым колёсным планетарным редуктором на троллейбусе ЗиУ-682. Красной стрелкой указано отверстие для заливки трансмиссионного масла, закрытое резьбовой пробкой

В 1896 году местные инвесторы основали вагоно- и машиностроительный завод в городе Дьёр на реке Раба, по которой будущее предприятие и получило своё название. В 1899 году завод стал экспортировать свою продукцию за рубеж: железнодорожные вагоны поставлялись в Египет, Ост-Индию и Южную Африку, а трамваи — в Амстердам и Антверпен. Транспорт Лондонского метро собирался преимущественно на заводах компании «Раба»: там были собраны около 30 поездов и 66 пассажирских вагонов. В 1904 году началось производство первых бензиновых двигателей, а в 1914 году был произведён первый пассажирский автомобиль RÁBA Alpha. Руководство компании даже произвело специальный экземпляр RÁBA Grand для императора Карла I.
В дальнейшем компания выпускала грузовые автомобили, автобусы, двигатели, трансмиссии и ведущие мосты. Так, на грузовики производства компании «Раба» устанавливались кабины производства германской компании MAN, однако с 1980 года на грузовики ставилась кабина от голландского DAF F241. С образованием завода Ikarus компания «Раба» начала поставлять туда комплектные автобусные шасси, двигатели и коробки передач, переключившись на поставку ведущих мостов для автобусов, троллейбусов и грузовиков многих стран ОВД. Так, запчасти от Rába ставились на советские автобусы и троллейбусы марок ПАЗ, ЛАЗ, ЛиАЗ, НефАЗ, «Неман», «Тролза» и БТЗ. Румынская компания ROMAN поставляла кабины для грузовиков в обмен на двигатели от Rába: последние были составлены из запчастей производства MAN, с шестью цилиндрами D21 (рядные) и мощностью 300 л.с., работавший при помощи турбонаддува и промежуточного охлаждения
В 1980-е годы компания производила не более 2000 грузовиков в год, будучи третьей по масштабам компанией в стране. «Раба» была важнейшим поставщиком компании Hungarocamion, международной фирмой по производству и поставке грузовиков, и обеспечила ей процветание. К 1985 году 15% дохода компании составляла продажа грузовиков, остальное занимали произведённые двигатели и оси, но при этом 90% произведённых грузовиков экспортировались за рубеж, чаще — в СФРЮ. В 1986 году компания представила новый двигатель D11TLL мощностью 370 л.с., чтобы венгерские грузовики успешнее конкурировали на мировом рынке. Двигатели объёмом 11,05 л были разработаны уже не на основе MAN, а с помощью Института Линца из австрийского Граца.
После распада социалистического лагеря и наступления эпохи рыночной экономики заводы «Раба» впервые взялись за производство автобусов, а позже перешли и на другую продукцию. В 1998 году компания заключила с бельгийской фирмой Jonckheere лицензионное соглашение о производстве городских автобусов Premier. Одиночные автобусы имели длину 12 м, вместимость 110 пассажиров и полную массу 18,2 т, сочленённые автобусы — 18 м, вместимость 160 пассажиров и полную массу 28 т. Ровный пол салона располагался на уровне 340 мм над поверхностью дороги. В каждом автобусе были установлены дизельные двигатели, автоматическая коробка передач и регулируемая пневмоподвеска. Первый вариант Raba Premier отличался от оригинала наличием «фирменных» мостов, а также собственными рядными 6-цилиндровыми дизельными двигателями серии D10 рабочим объёмом 10,35 литра, которые выпускались по лицензии MAN и выдавали мощность 258—320 л.с. Однако, возросший до 780 мм уровень пола делал эти городские автобусы практически неконкурентоспособными на рынке.